# 1362 Griqua
1362 Griqua je asteroid asteroid tipa CP (kombinacija C in P po Tholenu) v zunanjem delu glavnega asteroidnega pasu.
Pripada družini asteroidov Griqua. Po njem je družina tudi dobila ime.

## Odkritje
Asteroid je 31. julija 1935 odkril astronom Cyril V. Jackson. Poimenovan je po južnoafriškem plemenu Griqua.

## Lastnosti
Asteroid Griqua obkroži Sonce v 5,78 letih. Njegova tirnica ima izsrednost 0,370, nagnjena pa je za 24,208° proti ekliptiki. Njegov premer je 29,90 km, okoli svoje osi pa se zavrti v 6,907 urah.